# UFC 7
UFC 7: The Brawl  in Buffalo var en mixed martial arts-gala arrangerad av Ultimate  Fighting Championship (UFC) i Buffalo i New York i USA på  Buffalo Memorial Auditorium den 8 september 1995.